# Münchhausen-Syndrom
Das Münchhausen-Syndrom (auch als „artifizielle Störung“ bezeichnet, von französisch artificiel ‚künstlich‘, auch Koryphäen-Killer-Syndrom, englisch factitious disorder) ist eine psychische Störung, bei der die Betroffenen körperliche Beschwerden erfinden bzw. selbst hervorrufen und meist plausibel und dramatisch präsentieren, um damit Zuneigung von anderen Personen zu erlangen.
Die Bezeichnung prägte 1951 der Londoner Psychiater Sir Richard Asher (1912–1969) nach dem Baron Münchhausen, dem „Lügenbaron“. In englischen Veröffentlichungen wird meist die Schreibweise „Munchausen“ verwendet.

## Krankheitsbild
Im Vergleich zu Patienten mit ähnlichen Störungen wie Konversionssyndrome, Somatisierung und Hypochondrie sind Patienten mit einem Münchhausen-Syndrom selten und wesentlich schwieriger zu erkennen. Das Syndrom tritt vermehrt bei Menschen mit ausgeprägten Identitätsstörungen oder Selbstwertdefiziten bei Persönlichkeitsstörungen vom Borderline-, narzisstischen oder dissozialen Typ auf.
Typisch ist der Besuch zahlreicher Ärzte und Krankenhäuser mit wechselnden, beliebigen, aber ausgeprägten Symptomen (z. B. Bauchschmerzen, neurologische Beschwerden wie Kopfschmerzen, Bewusstseinsverlust und „Anfälle“; Lungen- und Magen-„bluten“), eine hohe Frequenz an aufwändigen apparativen Untersuchungen und Operationen sowie meist schnelle Arzt- und Krankenhauswechsel, sobald dem Behandlungswunsch nicht entsprochen oder seitens eines Behandlers Verdacht geschöpft wird („Hospital-Hopper-Syndrom“).
Der Krankheitsgewinn ist die Erlangung medizinischer Zuwendung (ärztliche Untersuchungen, Aufnahme ins Krankenhaus, diagnostische und therapeutische Prozeduren bis hin zu unnötigen operativen Eingriffen). Die Betroffenen neigen zu Selbstverletzungen oder -vergiftung, um ihre Erkrankung zu belegen, und sie fordern oft schwerwiegende medizinische Untersuchungen und Eingriffe, welche das simulierte Krankheitsbild hervorrufen oder verschlimmern können. Hierbei laufen Ärzte Gefahr, zu „Mittätern“ von Selbstbeschädigern zu werden und hinterher für ihre fahrlässige Mithilfe auf Schadenersatz verklagt zu werden.
Ziel und Motiv der Betroffenen ist es häufig, Zuwendung und Mitleid durch Ärzte, Pflegepersonal, Familienangehörige oder über das Internet zu bekommen. Weitere mögliche Motive, siehe unten. Gewöhnlich wechseln die Patienten sofort den Arzt, sobald die Möglichkeit einer psychischen Erkrankung angesprochen wird; psychiatrischen Überweisungen und Untersuchungen entziehen sie sich. Die Patienten entziehen sich in der Regel auch einer psychotherapeutischen Behandlung.

## Klassifizierung
Patienten mit dem Münchhausen-Syndrom leiden überzufällig häufig auch an anderen psychischen Störungen wie Selbstverletzung, Borderline-Persönlichkeitsstörungen oder aggressiver Persönlichkeitsstörung. Entsprechend der Fachliteratur (Eckhardt) wird die artifizielle Störung (das Münchhausen-Syndrom) als Form selbstverletzenden oder selbstschädigenden Verhaltens im Rahmen der Borderline-Persönlichkeitsstörung aufgefasst. Meist liegen bei den Patienten auch ausgeprägte Identitätsstörungen oder Selbstwertdefizite vor. Das Münchhausen-Syndrom ähnelt der historischen Diagnose Pseudologia phantastica (Anton Delbrück, 1891).
Als Ursache der Störung werden – wie bei der Borderline-Persönlichkeitsstörung – ungünstige psychosoziale Aufwuchsbedingungen (evtl. auch echte Traumatisierungen) in Kindheit und Jugend diskutiert (ausführliche Darstellung bei Eckhardt).

## Münchhausen-Stellvertretersyndrom
Eine besondere Form ist das „Münchhausen-Stellvertretersyndrom“, auch Münchhausen by Proxy Syndrom oder erweitertes Münchhausen-Syndrom (englisch Munchausen by proxy syndrome (MbPS), factitious disorder imposed on another). Es liegt vor, wenn Menschen (weit überwiegend Frauen, Mütter) einem nahen Angehörigen (= Proxy), meist einem Kind, aber auch z. B. dem Partner, einer kranken oder pflegebedürftigen Person, artifiziell Krankheitssymptome oder körperliche Verletzungen zufügen, sie medizinisch schädigen (z. B. durch Fehl- oder Polymedikation, Vergiftung mit Medikamenten, Drogen, toxischen Substanzen, Vorenthalten notwendiger Medikamente oder medizinischer Maßnahmen, Mangelernährung), bestehende Krankheiten aggravieren und/oder deren Genesung verhindern, um die Opfer („Symptomträger“) scheinbar liebe- und aufopferungsvoll zu betreuen und zu pflegen und sie unnötigen, gefährlichen und/oder schädigenden medizinischen Prozeduren (Diagnostik und/oder Therapien (durch Ärzte und/oder Täter selbst)) auszusetzen. Als mögliche Motive werden die Wünsche nach Erreichen von u. a. Aufmerksamkeit, zwischenmenschliche und gesellschaftliche Anerkennung (durch Partner, Ärzte und Klinikpersonal, soziales Umfeld, Medien), emotionale und materielle Zuwendung und Unterstützung, Aufwertung in der Pflege-Rolle, Kompensation von Selbstwertdefiziten, Helfersyndrom, Abhängigkeit des Opfers, Macht und Kontrolle, „symbiotische Beziehung“, Emotionskontrolle, Kompensation innerer Leere und Spannungszustände und verdecktes Ausagieren von Wut und aggressiven Impulsen diskutiert.
Bei der „klassischen“ Form des Münchhausen-Stellvertretersyndroms handelt es sich „um eine Kombination körperlicher und emotionaler Misshandlung und medizinischer Vernachlässigung, bei der ein Elternteil (statistisch fast nur Mütter) Kinder schädigt [und Krankheitssymptome vortäuscht, künstlich erzeugt oder übersteigert], indem er sie unnötigen, gefährlichen und/oder schädigenden medizinischen Prozeduren (Diagnostik und/oder Therapien) aussetzt.“ Sie stellt eine subtile Form der Kindesmisshandlung dar, die bis zum Tod des Opfers führen kann.
Bei der noch selteneren Form des Münchhausen by Adult Proxy Syndroms geschieht grundsätzlich das Gleiche wie zwischen Mutter und Kind, nur zwischen zwei Erwachsenen, was als noch schwerer diagnostizierbar gilt.
Diese Diagnose ist relativ selten und wird derzeit nach ICD-10 noch unter artifizielle Störungen, Subtyp „nicht näher bezeichnete vorgetäuschte Störung“ (F 68.1) und körperlicher Missbrauch (T 74.1) klassifiziert. Allerdings werden vorgetäuschte Störungen als solche als „wahrscheinlich das häufigste nicht erkannte psychische Leiden“ beschrieben. Die diagnostische Konzeptualisierung des Münchhausen-Stellvertretersyndroms (Münchhausen by Proxy-Syndrom und Münchhausen by Adult Proxy-Syndrom) für die geplante Aufnahme der Diagnose in die künftige ICD-11 wird derzeit noch diskutiert.
In einigen Fällen werden auch Haustiere als „Proxys“ (englisch: proxies) beschrieben. Thomas Mann beschreibt in seiner Novelle Tobias Mindernickel einen derartigen Fall.